# Рахимова, Биходжал Фатхитдиновна
Рахимова Биходжал Фатхитдиновна  (род. 27 декабря 1941 года, Ленинабадская область, Таджикская ССР) — советский и таджикский государственный деятель, Народный депутат СССР. Национальный советник проекта ЮНИФЕМ «Право на землю и экономическую безопасность сельских женщин» в Таджикистане. С 1998 года является председателем правления общественной организации «Чашмаи хаёт» («Родник жизни») в Согдийской области.

## Биография
Большое влияние на становление Рахимовой Бихоочим как личности оказали: отец Рахимов Фатхиддин, мать Рабиева Шарафнисо, старший брат Рахимов Турсунбой — ветеран Великой Отечественной войны, брат Рахимов Сайфиддин и Бойпочим Рахимович, её младший брат. Также у Рахимовой есть две сестры, старшая — Бихосият Мамаджанова, и младшая — Алия Рахимова.
За годы работы она внесла вклад в реализацию проектов ООН Женщины по вопросам экономической безопасности сельских женщин в Таджикистане, защиты прав женщин на землю и другим. Находится в браке со своим мужем Негматовым Джурабоем Тохировичем с 1966 года. Имеет двух дочерей. Старшая — Малика и младшая — Мавджуда. В интервью одному из национальных таджикских изданий Биходжал Фатхидиновна заявила, что её вдохновением являются её дети и внуки.
Избрана народным депутатом СССР от комитета советских женщин.
Указом N УП-1981 от 16 мая 1991 года назначена Заместителем Премьер-Министра СССР.
Выдержка из статьи «16 дней без насилия» казахской газеты gazeta.kz :

Лидер Таджикистанского женского движения Биходжал Рахимова считает, что проблема многоженства имеет экономический, законодательный и морально-нравственный характер. Жена терпит выходки мужа, потому что экономически не защищена. В случае жалобы она лишится куска хлеба, который дает ей и детям муж. Хотя закон наказывает за многоженство, механизмы полностью не проработаны и многие избегают наказания

## Образование
- 1963 — Таджикский политехнический институт
- 1979 — Ташкентская высшая партийная школа

## Биография
- 1963—1965 — мастер, начальник электролаборатории Кайракумского коврового комбината.
- 1965 — инструктор, заведующая сектором ЦК ЛКСМ Таджикистана.
- 1965—1974 — 1-й секретарь Центрального райкома ЛКСМ, Душанбе; секретарь ЦК ЛКСМ по работе среди молодёжи.
- 1974—1980 — заместитель заведующего отделом организационно-партийной работы ЦК КП Таджикистана.
- 1980—1983 — 1-й секретарь Фрунзенского райкома КП ТадССР.
- 1983—1989 — секретарь Ленинабадского обкома.
- 1989—1990 — заместитель председателя комитета Верховного Совета СССР по делам женщин, охране семьи и детства.
- 1990—1991 — секретарь ЦК КП Таджикистана.
- 1991 — заместитель Премьер-министра СССР.

## Занимаемые в разное время должности
- заместитель министра по делам промышленности РТ
- советник Председателя Исполнительного Органа Государственной власти Согдийской области
- Генеральный директор Худжандского завода «Садаф»
- Председатель комитета женщин Хукумата Согдийской области
- Председатель НПО «Чашмаи хаёт» в Согдийской области.
- Национальный советник проекта ЮНИФЕМ «Право на землю и экономическую безопасность сельских женщин» в Таджикистане. Благодаря её усилиям произошли значительные изменения в сфере земельной реформы, а также в государственной программе по равным возможностям для мужчин и женщин. Она уделяет особое внимание проблемам доступа к земле и кредитам для сельских женщин.
- Местный эксперт проекта ООН Женщины: «Гендер и демократичное управление в развитии — оказание базовых услуг женщинам Таджикистана.»

## Награды
- орден «Знак Почёта»